# كورت شبرنغل
كورت بوليكارب يواخيم شبرنغل (1766-1833) (بالإنجليزية: Kurt Polycarp Joachim Sprengel)‏ هو عالم نبات ألماني.